# Talisa Soto
Pour les articles homonymes, voir Soto.
Talisa Soto, née Miriam Soto le 27 mars 1967 à Brooklyn (New York), dans l'État de New York, est un mannequin et actrice américaine. Elle a parfois utilisé le pseudonyme de « Desiree More ».
Elle est notamment connue du grand public pour son rôle de la James Bond girl Lupe Lamora dans le film Permis de tuer (1989) de John Glen.

## Biographie

### Jeunesse et débuts
Née dans une famille portoricaine de Brooklyn à New York, Talisa Soto a été élevée dans cette ville ainsi que dans le Massachusetts.
Elle commence comme mannequin à 15 ans et a fait les couvertures de Vogue, Mademoiselle, Glamour, et Self. Elle est aussi apparue dans Sports Illustrated Swimsuit Issue.

### Carrière
Talisa Soto débute au cinéma en 1988 avec Spike of Bensonhurst.
Elle a refusé de poser pour Playboy à l'époque où elle tournait comme James Bond girl dans Permis de tuer (1989).
Elle a aussi contribué au clip d’I Need to Know (1999) de Marc Anthony.
Elle apparaît dans les deux films adaptés de la série de jeux vidéo de combat Mortal Kombat dans le rôle de Kitana : Mortal Kombat en 1995 et Mortal Kombat : Destruction finale en 1997.

### Vie privée
Talisa Soto a été mariée à :
- Costas Mandylor (mai 1997-2000) ; ils ont divorcé, elle est donc ex belle-sœur de Louis Mandylor ;
- Benjamin Bratt (13 avril 2002), qu'elle avait rencontré sur le tournage de Piñero (2001) ; ils ont deux enfants : Sophia Rosalinda Bratt (6 décembre 2002) et Mateo Bravery (3 octobre 2005).

## Filmographie

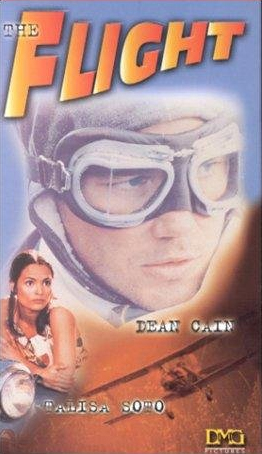
Talisa Soto sur l'affiche du film ' (Flight of Fancy, 2000).

### Cinéma
- 1984 : Le Pape de Greenwich Village (The Pope of Greenwich Village) de Stuart Rosenberg : danseuse au studio
- 1988 : Spike of Bensonhurst de Paul Morrissey : India
- 1989 : Permis de tuer de John Glen : Lupe Lamora
- 1992 : Les Mambo kings d'Arne Glimcher : Maria Rivera
- 1993 : Hostage de Robert Young : Joanna
- 1995 : Don Juan DeMarco de Jeremy Leven : Doña Julia
- 1995 : Mortal Kombat de Paul W. S. Anderson : la princesse Kitana
- 1996 : Vampirella de Jim Wynorski : Vampirella
- 1996 : Agent zéro zéro (en tant que de Desiree More) de Rick Friedberg : la séductrice à l'hôtel
- 1996 : The Sunchaser de Michael Cimino : la femme navajo
- 1997 : Charmante promotion (The Corporate Ladder) de Nick Vallelonga : Susan Taylor
- 1997 : Mortal Kombat : Destruction finale de John R. Leonetti : la princesse Kitana
- 1999 : Flypaper de Klaus Hoch : Amanda
- 2000 : That Summer in LA de Simon Clark : Marisabel
- 2000 : Atterrissage forcé (film, 2000) (en) (Flight of Fancy) d'Arne Skouen : Mercedes Marquez
- 2000 : L'Île des morts (en) (Island of the Dead) de Tim Southam : Melissa O'Keefe
- 2001 : Piñero de Leon Ichaso : Sugar
- 2002 : Ecks contre Sever : Affrontement mortel (Ballistic) de Wych Kaosayananda : Rayne Gant/Vinn Ecks
- 2009 : La Mission de Peter Bratt : Ana

### Télévision
- 1988 : Les Français vus par les Français, épisode The Cowboy and the Frenchman de David Lynch : la jeune Française
- 1990 : Silhouette de Carl Schenkel (téléfilm) : Marianna Herrera
- 1991 : Femmes sous haute surveillance (Prison Stories: Women on the Inside), segment Esperanza (téléfilm) : Rosina
- 1993-1994 : Harts of the West (série télévisée) : Cassie
- 1998 : C-16 : FBI, épisodes Green Card et Hitting Olansky de Patrick R. Norris (série télévisée) : Rosemary Vargas

## Distinctions
- ShoWest Convention 1989 : Female Star of Tomorrow
- ALMA Award 2002 : nomination au prix Outstanding Supporting Actress in a Motion Picture pour Piñero (2001)